# Ametastegia
Ametastegia is een geslacht van  echte bladwespen (familie Tenthredinidae).

## Soorten
- A. albipes (C.G. Thomson, 1871)
- A. carpini (Hartig, 1837)
- A. equiseti (Fallen, 1808)
- A. glabrata (Fallen, 1808)
- A. lacteilabris (A. Costa, 1894)
- A. pallipes (Spinola, 1808)
- A. perla (Klug, 1818)
- A. tenera (Fallen, 1808)